# 3-オクタノン
3-オクタノン（英: 3-Octanone）は、脂肪族ケトンの一種である。無色ないし薄い黄色の液体で、ハーブやフルーツのような香気を持つ。消防法による第4類危険物 第2石油類に該当する

## 用途
ラベンダーやフゼア調の香料、およびチーズ、コーヒー、ピーチ、シトラス系の食品香料として使用される。日本の消防法では危険物第4類第2石油類（非水溶性）に区分される。

## 製法
天然にはラベンダーの精油に含まれる。Penicillium roqueforti、Penicillium chrysogenum、Aspergillus nigerなどのカビによっても産生され、しばしば穀物の異臭の原因ともなる。工業的には3-オクタノールの酸化により製造される。